# Geher-Länderkampf der Männer 1959 BR Deutschland – Dänemark
| 8. Leichtathletik-Länderkampf mit bundesdeutscher Beteiligung 1959 | 8. Leichtathletik-Länderkampf mit bundesdeutscher Beteiligung 1959 |               |
| ------------------------------------------------------------------ | ------------------------------------------------------------------ | ------------- |
|                                                                    |                                                                    |               |
| Geher-Vergleich der Männer: BR Deutschland – Dänemark              |                                                                    |               |
| Austragungsort                                                     | Gummersbach                                                        |               |
| Wettbewerbe                                                        | 2                                                                  |               |
| Datum                                                              | 13. September 1959                                                 |               |
| 1. FRG 2. DNK                                                      | 31 Punkte 13 Punkte                                                |               |
| Chronik                                                            |                                                                    |               |
| ← URS-FRG (F)                                                      | FRG-POL (M) →                                                      | FRG-POL (M) → |

Den achten Vergleich des Leichtathletik-Länderkämpfe mit bundesdeutscher Beteiligung 1959 bestritten die Männer in Form eines Länderkampf der Geher gegen Dänemark, es war der siebte dieser Art gegen diesen Gegner. Gastgeber am 13. September war die Stadt Gummersbach im Sauerland. Dieses Aufeinandertreffen fand seit 1953 alljährlich an wechselnden Orten statt und immer hatte die Bundesrepublik Deutschland die Oberhand behalten.

## Wettbewerbe und Modus
Auf dem Programm standen wieder zwei Wettbewerbe, einer über 20 und einer über 50 Kilometer. Die Regeln waren dieselben wie bei den letzten Vergleichen der Geher. Von vier Startern je Land in den beiden Wettbewerben kamen die jeweils besten drei in die Wertung. Der erste Rang brachte sieben Punkte, der zweite fünf, der dritte vier usw. Der sechste Platz wurde noch mit einem Punkt belohnt.

## Ergebnis
Die bundesdeutschen Geher entschieden die Wertungen beider Disziplinen hoch überlegen für sich. Auf der 20-km-Strecke lagen drei bundesdeutsche Geher vorn, auf der 50-km-Distanz waren es zwei und der nächste bundesdeutsche Vertreter folgte auf dem vierten Platz. So gewann die Bundesrepublik Deutschland deutlicher als in den Aufeinandertreffen zuvor mit 31 zu 13 Punkten.

## Resultate

### 20-km-Gehen
| Platz | Athlet             | Land | Zeit (h)  |
| ----- | ------------------ | ---- | --------- |
| 1     | Erich Rodermund    | FRG  | 1:41:24,0 |
| 2     | Julius Müller      | FRG  | 1:41:25,8 |
| 3     | Horst Brüning      | FRG  | 1:44:14,4 |
| 4     | Tommy Christensen  | DNK  | 1:44:37,0 |
| 5     | Conny Christiansen | DNK  | 1:48:19,8 |
| 6     | Karl-Heinz Pape    | FRG  | 1:50:01,6 |
| 7     | Christian Rosschou | DNK  | 1:55:31,4 |
| 8     | Leo Rosschou       | DNK  | 1:59:45,8 |

### 50-km-Gehen
| Platz | Athlet               | Land | Zeit (h)  |
| ----- | -------------------- | ---- | --------- |
| 1     | Claus Biethan        | FRG  | 4:42:23,6 |
| 2     | Claus Bartels        | FRG  | 4:55:02,2 |
| 3     | Harry Kristensen     | DNK  | 4:59:29,0 |
| 4     | Jürgen Kraemer       | FRG  | 5:04:48,0 |
| 5     | Harald Michelsen     | FRG  | 5:11:05,2 |
| 6     | Erik Reib            | DNK  | 5:15:10,8 |
| 7     | Bengt Christoffersen | DNK  | 5:15:24,0 |
| 8     | Jens Sorring         | DNK  | 5:20:51,6 |